# Haley McGregor
 Haley Louise McGregor (Berwick, 27 mei 1979) is een Australische middellange en langeafstandsloopster, die is gespecialiseerd in de 5000 m. Ze nam eenmaal deel aan de Olympische Spelen, maar bleef medailleloos. Ze werd één keer Australisch kampioene op de 5000 m, één keer op de 10.000 m en één keer in het veldlopen.
Op de Olympische Spelen van 2004 in Athene eindigde McGregor 25e op de 10.000 m in een tijd van 33.35,27.

## Titels
- Australisch kampioene 5000 m – 2002
- Australisch kampioene 10.000 m – 2005
- Australisch kampioene veldlopen – 2003

## Persoonlijke records
Outdoor
| Onderdeel      | Prestatie | Datum           | Plaats    |
| -------------- | --------- | --------------- | --------- |
| 1500 m         | 4.18,16   | 2000            |           |
| 3000 m         | 9.05,94   | 1 maart 2001    | Melbourne |
| 5000 m         | 15.32,17  | 7 maart 2002    | Melbourne |
| 10.000 m       | 31.43,14  | 4 december 2003 | Melbourne |
| halve marathon | 1:12.38   | 22 mei 2005     | Sydney    |
| marathon       | 2:33.47   | 9 januari 2005  | Phoenix   |